# Health (film)
Pour plus de détails, voir Fiche technique et Distribution.
Health est un film américain de Robert Altman réalisé en 1979 et sorti en 1982.

## Synopsis
Health parodie la scène politique américaine du début des années 1980. L'histoire se déroule dans un hôtel de luxe en Floride où a lieu un salon consacré à la nourriture diététique.

## Fiche technique
- Titre original : Health
- Réalisation : Robert Altman
- Scénario : Frank Barhydt, Robert Altman, Paul Dooley
- Photographie : Edmond L. Koons
- Musique : Joseph Byrd
- Montage : Tony Lombardo, Dennis Hill, Tom Benko
- Pays de production : États-Unis
- Genre : Comédie
- Durée : 105 minutes
- Date de sortie : États-Unis : 7 avril 1982

## Distribution
- Carol Burnett : Gloria Burbank
- Lauren Bacall : Esther Brill
- Glenda Jackson : Isabella Garnell
- James Garner : Harry Wolff
- Paul Dooley : Dr. Gil Gainey
- Henry Gibson : Bobby Hammer
- Alfre Woodard : Sally Benbow
- Donald Moffat : Colonel Cody
- Dick Cavett : Lui-même
- Dinah Shore : Elle-même
- Nancy Foster : Gilda Hoffintz
- Nathalie Blossom, Julie Janney, Patty Katz, Diane Shaffer : The Steinettes, un quartet a cappella